# Alkmene (Apfel)
Alkmene ist eine Sorte des Kulturapfels. Sie wurde für den Anbau in trockenerem Klima als Ersatz-Sorte für den Cox Orange gezüchtet. Die Kreuzung aus Cox Orange und Geheimrat Dr. Oldenburg ist in Europa im Frühherbst Anfang/Mitte September pflückreif.
Im Erwerbsanbau wird Alkmene vor allem wegen seines Geschmacks und des damit erzielbaren Preises gepflanzt, obwohl die Erträge nicht an andere Sorten heranreichen.

## Beschreibung
Der Baum wächst recht schwach. Die Frucht ist klein bis mittelgroß und rundlich mit goldgelber, orangerot verwaschener Schale.
Das Fruchtfleisch ist grünlichgelb bis cremefarben, fest, feinzellig und knackig. Das Aroma von Alkmene ist fein säuerlich, vielfältig und hat Anklänge an Cox Orange.

## Anbau

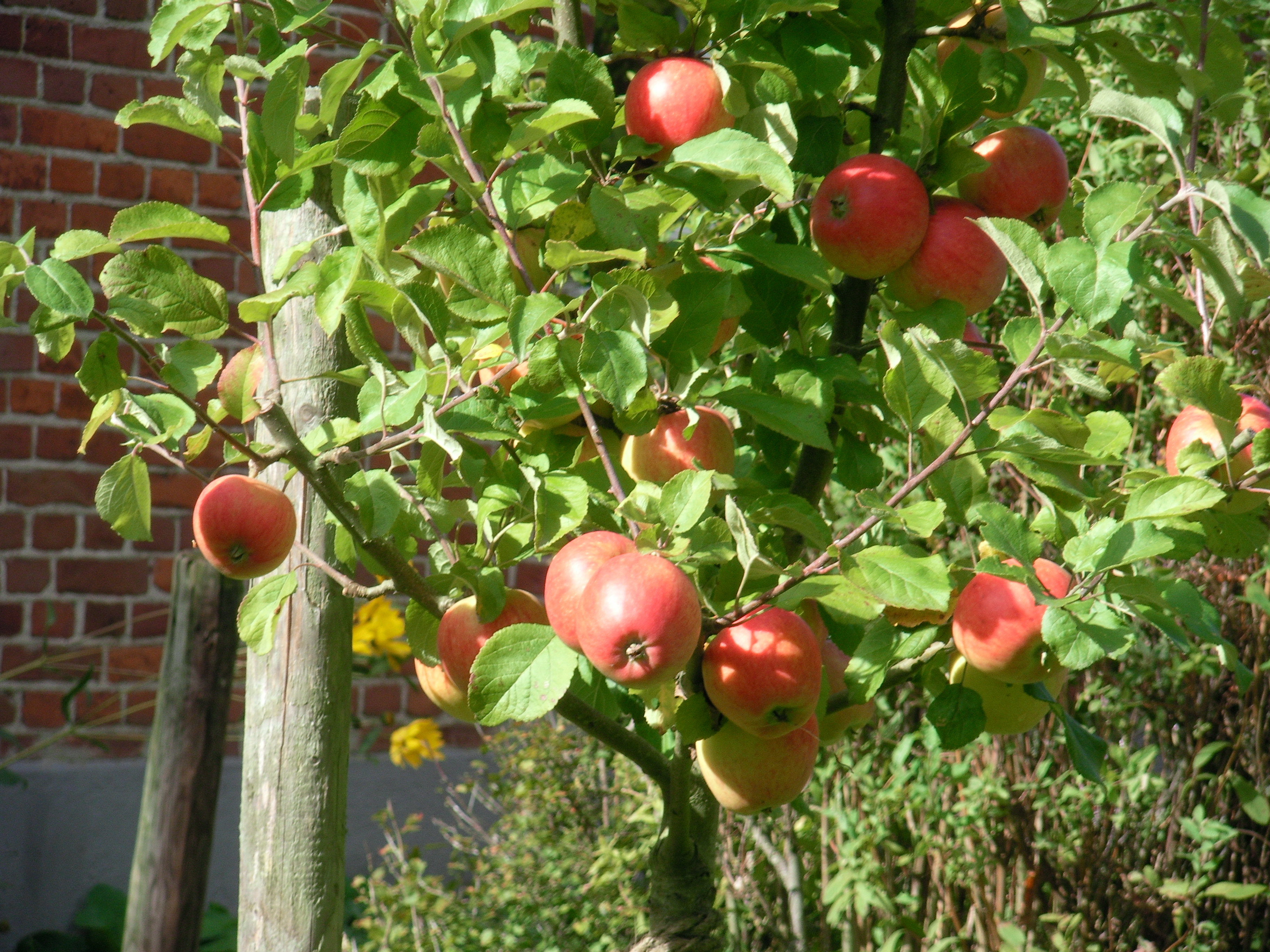
Frucht am Baum

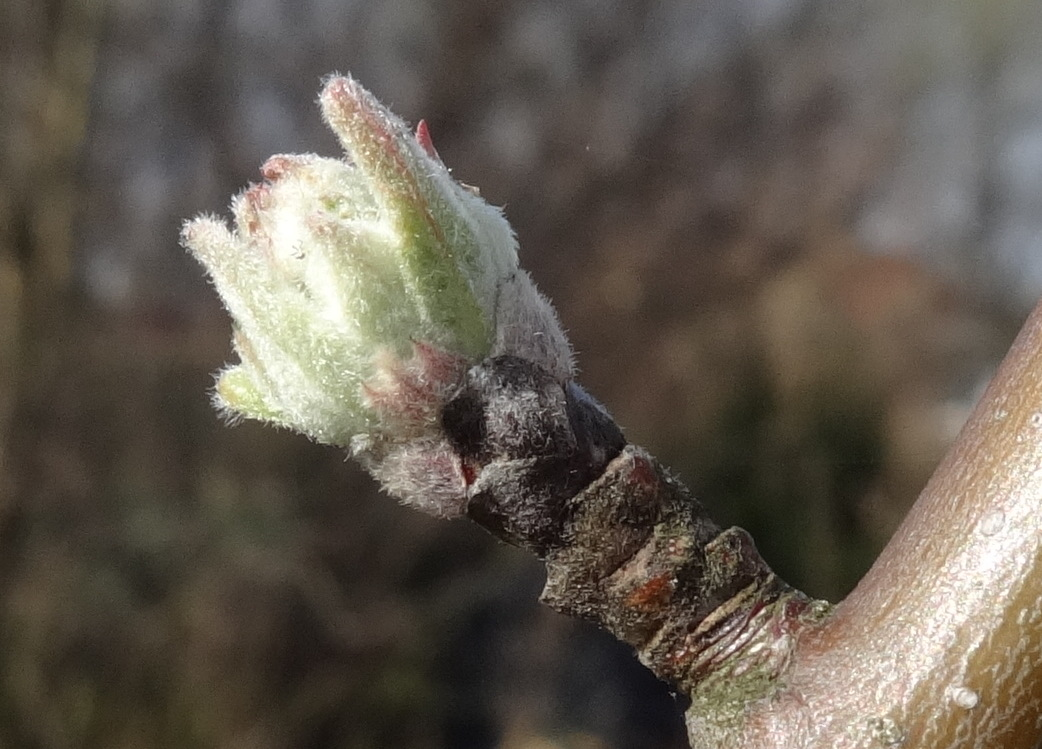
Knospen

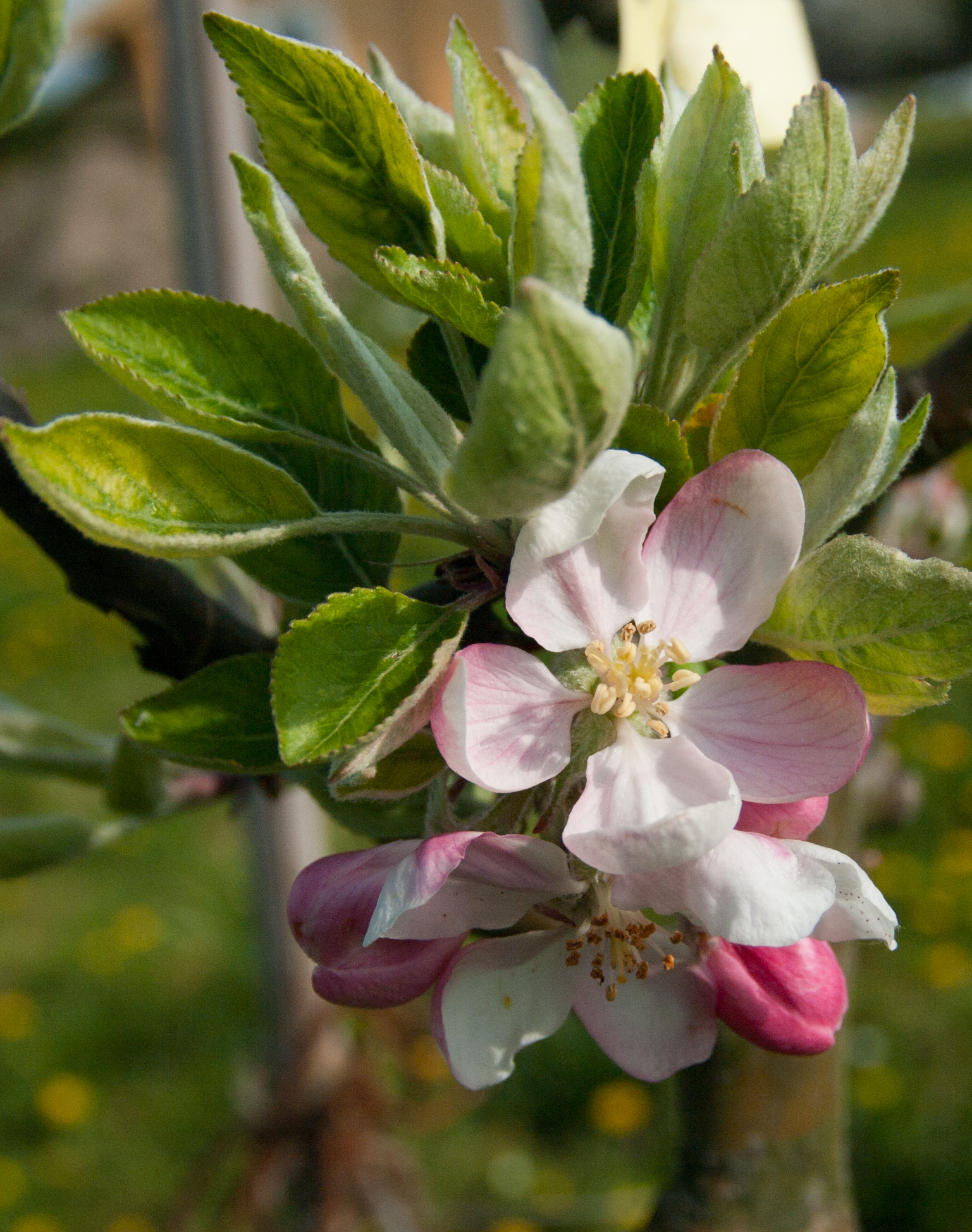
Blüten

Alkmene benötigt eine milde, leicht schattige Lage, in der die Blüten nicht durch Spätfröste beeinträchtigt werden. Als optimal haben sich mittlere Höhenlagen oder leicht schattige Weinberglagen herausgestellt. Anders als die Vatersorte Cox Orange kommt Alkmene mit mäßig trockenen bis mäßig frischen Lehmböden mittlerer Fruchtbarkeit gut zurecht. Auch verträgt der Apfel Wind. Die diploide Sorte wird gut von Cox Orangenrenette, Golden Delicious und James Grieve befruchtet.
Die Blütezeit beginnt Ende April und endet Mitte Mai. Alkmene blüht sehr reich, jedoch stellt sich nur ein mäßiger Fruchtertrag ein. Die Blüten sind mindestens mittelmäßig frostempfindlich, der Baum selbst verträgt auch starken Winterfrost. Bei zu starker Sonneneinstrahlung kann die Fruchthaut aufreißen.
Der Ertrag beträgt in etwa zwei Drittel des Ertrags von Golden Delicious.
Pflückreife ist von Anfang bis Mitte September, Genussreife von September bis Ende Oktober. Auch im Kühllager hält sich Alkmene nur bis Ende November, da bei Temperaturen von unter zwei Grad die Gefahr der Fleischbräune entsteht.

## Anfälligkeiten und Resistenzen
Alkmene ist nicht empfindlich gegenüber Schorf und Mehltau, allerdings anfällig für Feuerbrand, Kragenfäule, Krebskrankheiten und Rote Spinne. Der Baum ist empfindlich gegen Schwefel.

## Mutanten
Verbreitet sind die Mutanten Cevaal, die 1982 in den Niederlanden entdeckt wurde, und eine Mutante von De Coster aus Belgien. Beide sind bei ansonsten ähnlichem Verhalten stärker rot gefärbt als die Ursprungsform.

## Geschichte
Die Kreuzung von Alkmene aus Cox Orange und Geheimrat Dr. Oldenburg war eine der ersten Arbeiten des Kaiser-Wilhelm-Instituts für Züchtungsforschung in Müncheberg, dem späteren Max-Planck-Institut für Pflanzenzüchtungsforschung. Ziel war es, eine dem Cox Orange ähnliche Sorte zu züchten, die in Gegenden mit trockenerem Sommerklima als jenes in England angepflanzt werden kann.
Der Apfel ist seit 1960 im deutschen Erwerbsanbau vorhanden, in den 1990er Jahren wurden um die 1.000 Tonnen jährlich geerntet. Hauptanbauregionen sind die Bodenseeregion und die Gegend um den Neckar.